# Municipio de Buena Vista (condado de Jasper)
El municipio de Buena Vista (en inglés: Buena Vista Township) es un municipio ubicado en el condado de Jasper en el estado estadounidense de Iowa. En el año 2010 tenía una población de 635 habitantes y una densidad poblacional de 6,83 personas por km².

## Geografía
El municipio de Buena Vista se encuentra ubicado en las coordenadas 41°38′59″N 92°57′5″O / 41.64972, -92.95139. Según la Oficina del Censo de los Estados Unidos, el municipio tiene una superficie total de 93,01 km², de la cual 92,92 km² corresponden a tierra firme y (0,11 %) 0,1 km² es agua.

## Demografía
Según el censo de 2010, había 635 personas residiendo en el municipio de Buena Vista. La densidad de población era de 6,83 hab./km². De los 635 habitantes, el municipio de Buena Vista estaba compuesto por el 97,01 % blancos, el 0,63 % eran afroamericanos, el 0,16 % eran amerindios, el 0,16 % eran asiáticos, el 0,16 % eran de otras razas y el 1,89 % eran de una mezcla de razas. Del total de la población el 0,63 % eran hispanos o latinos de cualquier raza.